# Labdarúgás az 1904. évi nyári olimpiai játékokon
Az 1904. évi nyári olimpiai játékokon a  labdarúgásban három klubcsapat bemutató jelleggel mérkőzött.
A kanadai Galt FC győzött a St. Rose of St. Louis (4–0) együttese felett a nyári olimpiai játékok bemutató jellegű labdarúgó tornáján. A győztes kanadaiak megkapták az olimpiai aranyérmeket.
1904. május 21-én megalakult a Fédération Internationale de Football Association, rövidítve a FIFA, azaz a Nemzetközi Labdarúgó-szövetség.  Az olimpiai labdarúgótornát még nem ők írták ki, ezért a nemzetközi labdarúgó statisztika nem tekinti hivatalos olimpiai labdarúgó tornának a bemutatót. A tornáról az európai csapatok a magas utazási költségek miatt távol maradtak.

## Éremtáblázat
(A rendező ország csapata eltérő háttérszínnel, az egyes számoszlopok legmagasabb értéke, vagy értékei vastagítással kiemelve.)
| Az 1904. évi nyári olimpiai játékok éremtáblázata labdarúgásban | Az 1904. évi nyári olimpiai játékok éremtáblázata labdarúgásban | Az 1904. évi nyári olimpiai játékok éremtáblázata labdarúgásban | Az 1904. évi nyári olimpiai játékok éremtáblázata labdarúgásban | Az 1904. évi nyári olimpiai játékok éremtáblázata labdarúgásban | Olimpia  |
| --------------------------------------------------------------- | --------------------------------------------------------------- | --------------------------------------------------------------- | --------------------------------------------------------------- | --------------------------------------------------------------- | -------- |
|                                                                 | Ország                                                          | Arany                                                           | Ezüst                                                           | Bronz                                                           | Összesen |
| 1.                                                              | Kanada (CAN)                                                    | 1                                                               | 0                                                               | 0                                                               | 1        |
|                                                                 |                                                                 |                                                                 |                                                                 |                                                                 |          |
| 2.                                                              | Egyesült Államok (USA)                                          | 0                                                               | 1                                                               | 1                                                               | 2        |
|                                                                 |                                                                 |                                                                 |                                                                 |                                                                 |          |
| Összesen                                                        | Összesen                                                        | 1                                                               | 1                                                               | 1                                                               | 3        |

## Érmesek
| Az 1904. évi nyári olimpiai játékok érmesei labdarúgásban | Az 1904. évi nyári olimpiai játékok érmesei labdarúgásban | Az 1904. évi nyári olimpiai játékok érmesei labdarúgásban | Az 1904. évi nyári olimpiai játékok érmesei labdarúgásban |
| Arany | Ezüst | Bronz |                                                           |
| Galt Football Club · Kanada (CAN) | Christian Brothers College · Egyesült Államok (USA) | St. Rose Parish · Egyesült Államok (USA) |                                                           |
| --- | --- | --- | --------------------------------------------------------- |
| Otto Christman George Ducker John Fraser John Gourley Alexander Hall Albert Henderson Albert Johnston Robert Lane Ernest Linton Gordon McDonald Frederick Steep Tom Taylor William Twaits | Charles Bartliff Warren Brittingham Oscar Brockmeyer Alexander Cudmore Charles January John January Thomas January Raymond Lawler Joseph Lydon Louis Menges Peter Ratican | Joseph Brady George Edwin Cooke Thomas Cooke Cormic Cosgrove Edward Dierkes Martin Dooling Frank Frost Claude Stanley Jameson Henry Wood Jameson Johnson Leo O’Connell Harry Tate |                                                           |

## Mérkőzések
| 1904. november 16. |

| Galt Football Club · Kanada (CAN)                                  | 7–0 | Christian Brothers College · Egyesült Államok |
| ------------------------------------------------------------------ | --- | --------------------------------------------- |
| Alexander Hall , Gordon McDonald , Frederick Steep , Thomas Taylor |     |                                               |

|  |

| 1904. november 17. |

| Galt Football Club · Kanada (CAN)    | 4–0 | St. Rose Parish · Egyesült Államok |
| ------------------------------------ | --- | ---------------------------------- |
| Thomas Taylor , Albert Hendersen , ? |     |                                    |

|  |

| Az 1904. évi nyári olimpiai játékok férfi labdarúgótornájának olimpiai bajnoka |
| · KANADA · 1. cím                                                              |
| ------------------------------------------------------------------------------ |

| 1904. november 20. |

| St. Rose Parish · Egyesült Államok (USA) | 0–0 | Christian Brothers College · Egyesült Államok |
| ---------------------------------------- | --- | --------------------------------------------- |
|                                          |     |                                               |

|  |

| 1904. november 21. |

| St. Rose Parish · Egyesült Államok (USA) | 0–0 | Christian Brothers College · Egyesült Államok |
| ---------------------------------------- | --- | --------------------------------------------- |
|                                          |     |                                               |

|  |

- Ez a mérkőzés nem volt része a tornának, hanem az akkori Keresztény Liga része volt, amelynek mindkét csapat tagja volt.

| 1904. november 23. |

| St. Rose Parish · Egyesült Államok (USA) | 0–2 | Christian Brothers College · Egyesült Államok |
| ---------------------------------------- | --- | --------------------------------------------- |
|                                          |     | ? , ?                                         |

|  |

## Végeredmény
| Helyezés | Csapat                                              | M | Gy | D | V | G+ | G– | Gk  | P |
| -------- | --------------------------------------------------- | - | -- | - | - | -- | -- | --- | - |
| Arany    | Galt FC · Kanada (CAN)                              | 2 | 2  | 0 | 0 | 11 | 0  | +11 | 4 |
| Ezüst    | Christian Brothers College · Egyesült Államok (USA) | 3 | 1  | 1 | 1 | 2  | 7  | –5  | 3 |
| Bronz    | St. Rose Parish · Egyesült Államok (USA)            | 3 | 0  | 1 | 2 | 0  | 6  | –6  | 1 |